# Jan Dubový
Jan Dubový (9. února 1892 Lazce – 19. srpna 1969 Liberec) byl český architekt.

## Život
Dubový se narodil do zednické rodiny. Vystudoval architekturu v Praze pod vedením významného českého architekta Josefa Fanty (tvůrce pražského Hlavního nádraží). V roce 1922 se přestěhoval do Bělehradu v tehdejším Království Srbů, Chorvatů a Slovinců, kde začal pracovat v ateliéru a kanceláři jiného českého architekta, Matěje Blechy. Dubový byl jednak v uvedené době nadšen myšlenkami panslavismu, sám Blecha si jej ale do své kanceláře vyžádal. V Blechově kanceláři, která byla sice v jugoslávském království úspěšná, nicméně nedávala mladému architektovi potřebný rozlet, nezůstal dlouho. 
Po nějaké době odešel pracovat pro projekční kancelář města Bělehradu, kde působil jako architekt a designér. Pro tehdejší srbskou a jugoslávskou architekturu představil myšlenku modernismu, pracoval ale na urbanistickém rozvoji srbské metropole, která měla zájem na získání reprezentativní podoby nově vzniklého státu. V roce 1924 např. Dubový představil vizi města v zahradě. Dubový se zabýval hlavně problematikou kvality bydlení širokých vrstev obyvatelstva, která byla v meziválečné Jugoslávii obecně nízká. Inspirován britskými urbanisty chtěl pracovat na přestavbě Bělehradu v moderní evropské velkoměsto. O to usiloval prostřednictvím různých přednášek, výstav a dalších akcí tohoto charakteru.
Mimo jiné byl také předsedou Československé besedy v tehdejším Království Srbů, Chorvatů a Slovinců.
Spolu s několika místními architekty založil Skupinu architektů moderního směru (GAMP). V roce 1934 odešel z Bělehradu do Skopje a později do Bitoly, kde navrhl několik obytných domů. 
Během druhé světové války pobýval na Balkáně (nějakou dobu žil v Kruševaci a v Niši), po skončení konfliktu se vrátil do Československa; v Liberci vyučoval na střední škole.

## Stavby
Mezi práce, které Jan Dubový zrealizoval, patří např. observatoř Zvezdara, evangelický kostel v obci Ostojićevo a vilu Arkadije Miletiće. Vyprojektoval pro bělehradský magistrát také jak ženský, tak i mužský dělnický dům a Dětský útulek s mateřskou školou.
Je známý především obnovou náměstí Cvetni trg, které se nachází mezi třídou Terazije a náměstím Slavija. Na náměstí se měla nacházet tržnice dle jeho projektu ve funkcionalistickém stylu a s kruhovým půdorysem, ta však nebyla postavena. Podílel se také na vzniku několika domů se sociálními byty v srbské metropoli.